# John Monckton
John James Monckton (Armidale, 28 ottobre 1938 – Fisherman's Reach, 29 giugno 2017) è stato un nuotatore australiano.
Specializzato nel dorso, ha vinto la medaglia d'argento nei 100 m dorso a Melbourne 1956.
È stato primatista mondiale dei 100 m e 200 m dorso e della staffetta 4x100 m misti.
Era il marito della nuotatrice olimpica Maureen Giles.

## Palmarès
- Olimpiadi
  - Melbourne 1956: argento nei 100 m dorso.

- Giochi dell'impero e del Commonwealth britannico
  - 1958 - Cardiff: oro nei 110 yd dorso e nella staffetta 4x110 yd misti